# Order Alcántara
Order Alcántara (hisz. Orden de Alcántara) – założony jako zakon rycerski w 1156 przez dwóch braci-rycerzy Suareza i Gomeza Berrintes (Barricutes) pod nazwą Zakonu św. Juliana z Pereiro z Salamanki. Po zdobyciu Alcántary i przeniesieniu tam siedziby w roku 1218, do 1835 funkcjonował pod nazwą Zakon Alcántara. Później przekształcony w rycerski order zasługi wojskowej.

## Jako zakon
W 1176 król Leónu Ferdynand II wziął zakon pod swoją opiekę, stając się jego wielkim protektorem. Rok później, w 1177, zakon został zatwierdzony jako zakon rycerski przez papieża Aleksandra III. W 1183 zakon otrzymał zmodyfikowaną do swoich potrzeb regułę benedyktyńską i czarny strój zakonny.
W 1218 doszło do faktycznej unii z Kalatrawensami, na mocy której bracia z Zakonu św. Juliana z Pereiro otrzymali zamek Alcántara. Spowodowało to zmianę nazwy zakonu, a od tej pory mistrz Zakonu Kalatrawy miał prawo wizytować domy zakonne Alcántary. Rycerze z Alcántary przejęli wówczas także regułę cysterską i biały strój zakonny Calatravy. Ciemnozielony krzyż wzorowany na krzyżu Calatravy był przez nich noszony od 1411 na lewej piersi.
Rycerze zakonni uczestniczyli w licznych wojnach z Maurami, ale także wspierali królów Leónu i Kastylii w walce z ich chrześcijańskimi przeciwnikami, np. z władcami Portugalii. Przyniosło to zakonowi liczne przywileje, nadania ziemskie i zdobycze wojenne. W chwili połączenia zakonu z koroną hiszpańską w 1494 do zakonu należało m.in. 37 komandorii oraz 53 miast i wsi. Jak i inne zakony rycerskie w Hiszpanii epoki rekonkwisty zakon stał się więc potężną, bogatą i wpływową instytucją.
W 1540 zezwolono członkom zakonu na zawieranie małżeństw.

## Jako order
Zakon został zniesiony w 1835 i przekształcony w odznaczenie (order rycerski), które można otrzymać za zasługi wojskowe, po wykazaniu hiszpańskiego szlachectwa. Przejściowo został zniesiony przez republikańskie władze w 1872 i przywrócony w 1874 przez Alfonsa XII.
Jego obecnym wielkim mistrzem jest Filip VI Burbon, Król Hiszpanii, zaś Prezydentem Rady Czterech Orderów i Wielkim Komandorem – Karol, Książę Obojga Sycylii, Parmy i Kalabrii.